# Vanadium(IV)chloride
Vanadium(IV)chloride (VCl4) is een anorganische verbinding van vanadium. Het is een helderrode vloeistof, die, zoals vanadiumoxytrichloride, hydrolyseert in contact met lucht tot waterstofchloride (HCl).

## Toepassingen
Vanadium(IV)chloride wordt in organische synthese gebruikt om fenolen te koppelen, waarbij er onder andere vanadium(III)chloride (VCl3) wordt gevormd:
{\displaystyle \mathrm {2\ C_{6}H_{5}OH\ +\ 2\ VCl_{4}\ \longrightarrow \ HOC_{6}H_{5}{-}C_{6}H_{5}OH\ +\ 2\ VCl_{3}\ +\ 2\ HCl} }